# Верховцев, Александр Аполлонович
Алекса́ндр Аполло́нович Верхо́вцев (8 [20] февраля 1837, Москва — 18 ноября [1 декабря] 1900, Юзовка) — российский инженер-железнодорожник, управляющий ряда железных дорог Российской империи, тайный советник.

## Биография
Происходил из рода Верховцевых. Родился в Москве 8 (20) февраля 1837 года в семье Аполлона Ильича Верховцева (1811—1886), ставшего впоследствии действительным тайным советником. Мать, Ольга Тимофеевна, была дочерью ректора Харьковского университета Т. Ф. Осиповского. Был крещён в Успенской казачьей церкви Замоскворецкого сорока.
Был принят 22 апреля 1849 года в число кандидатов на казённый счёт Института корпуса инженеров путей сообщения, который окончил в 1860 году в чине инженер-поручика.
В 1860—1867 годах — начальник отделения в IV округе пути Харьковской дороги. С ноября 1867 года — помощник начальника 2-й дистанции Московско-Тульского участка Курской железной дороги. В 1868 году назначен начальником Московско-Курской железной дороги; в связи с временным преобразованием корпуса инженеров путей сообщения из военного в гражданский переименован в коллежского асессора по старшинству.
В 1871 году Правительствующим Сенатом произведён в надворные советники. Приказом по Министерству путей сообщения назначен младшим помощником инспектора Московско-Курской железной дороги, в 1873 году — помощником инспектора. В 1874 году произведён в коллежские советники.
В 1875 году назначен управляющим Орловско-Грязской железной дороги. В 1880 году назначен младшим инспектором Центральной инспекции железных дорог, созданной с целью обеспечения безопасности движения. В 1881 году произведён в статские советники за выслугу лет.
Приказом по Министерству путей сообщения № 79 от 19 сентября 1883 года он был назначен начальником службы пути Екатерининской железной дороги. Министр путей сообщения России адмирал К. Н. Посьет рекомендовал А. А. Верховцева на должность начальника Екатерининской железной дороги как опытного и грамотного инженера, кавалера орденов Св. Анны и Св. Станислава. Кандидатуру утвердил император Александр III. С 1 июля 1893 года по 1 января 1894 года одновременно заведовал Донецкой железной дорогой в связи с переходом её в казённое Управление.
Плодотворная трудовая деятельность А. А. Верховцева на посту начальника Екатерининской железной дороги не осталась незамеченной. В мае 1886 года ему была объявлена искренняя благодарность Министра путей сообщения за труды и распорядительность при следовании Императорских поездов. А. А. Верховцев был удостоен личной аудиенции императора и награждён памятным подарком из императорского кабинета — перстнем и брошью с бирюзой и бриллиантами. За отличие по службе он был произведен в действительные статские советники и тайные советники.
Возглавлял Екатерининскую железную дорогу до своей смерти.
Скончался 18 ноября (1 декабря) 1900 года «от мозгового удара». Был похоронен управлением Екатерининской железной дороги и губернатором города с подобающими почестями в ограде Покровской церкви, рядом с вокзалом станции Екатеринослав. На могильной плите было начертано: «Здесь покоится первый начальник и устроитель Екатерининской железной дороги, почивший на 63-м году жизни».
В первую годовщину его смерти управление заказало в Покровской церкви панихиду и приняло решение назвать одну из станций в честь первого начальника дороги (см. «Память»). В годы Великой Отечественной войны Покровская церковь была разрушена; после войны прах А. А. Верховцева перезахоронен на кладбище возле Преображенского собора. В 1967 году городские власти воздвигли на этом кладбище монумент революционерам и старым большевикам, героям Великой Отечественной войны, вследствие чего другие могилы, в том числе могила А. А. Верховцева, не сохранились.

### Достижения
В течение года Орловско-Грязская железная дорога, пребывавшая в аварийном состоянии, под умелым руководством А. А. Верховцева была приведена в порядок. Уже в ноябре 1876 по МПС ему была объявлена благодарность за «Содействие в исправном её [дороги] содержании».
За 7 месяцев 12 дней первого года эксплуатации (1884) валовая выручка Екатерининской железной дороги от перевозки пассажиров и грузов почти покрыла расходы по эксплуатации дороги, дав «дефициту лишь 9 049 руб. при общем расходе в 744 880 руб.». В 1885 железная дорога дала уже значительный чистый доход — 245 692 руб. 49 коп., а в 1888 — 1 205 000 руб. На десятом году эксплуатации железной дороги чистый доход составил 2 780 119 руб. 07 коп. (6,53 % чистой прибыли на затраченный капитал).
В 1884 году была начата и в декабре того же года закончена и открыта для эксплуатации Богодуховская ветвь (20,21 версты) от ст. Ясиноватая к Богодуховским каменноугольным копям. По данным 1893 года она принесла 439 000 руб. валового и 138 000 руб. чистого дохода. В декабре 1889 было открыто движение по Кальмиусской ветви, обслуживающей Мушкетовский угольный район.
Всего за 1884—1894 годы было построено 42,08 версты железнодорожных путей.
А. А. Верховцев успешно аргументировал перед правительством необходимость строительства участка Чаплино-Бердянск, который досрочно был открыт для регулярного движения 26 декабря 1898 года.
К 1900 году, завершению трудового пути А. А. Верховцева, в зоне обслуживания магистрали действовало 770 промышленных предприятий, 184 угольные шахты, 57 рудников, 47 кирпичных заводов, 255 предприятий по переработке продукции сельского хозяйства. Население Екатеринославской губернии увеличилось в два раза, а города Екатеринослава — в три раза.

## Семья
- Жена — Вера Тимофеевна Эренкрейнц (1859 — после 1928), дочь генерал-майора[1].
- Сыновья: Всеволод (31.03.1882 — 17.5.1917; стал инженером путей сообщения, умер послушником от туберкулёза), Анатолий (02.10.1884 — 28.5.1905; погиб мичманом в Цусимском сражении на борту броненосца «Наварин»), Ростислав (30.01.1889 — 1960).
- Дочери: Надежда (01.08.1886 — 1.8.1919; выпускница Смольного института, была замужем, но скоро умерла от белокровия), Наталья (26.12.1893 — 1991)[2].

В Екатеринославе семья А. А. Верховцева проживала в собственном доме на Остроженной площади; на этой площади размещалась также губернская тюрьма. В настоящее время эта территория — за зданием Оперного театра.

## Награды
- Орден Святого Станислава 3-й степени (апрель 1867) — за отличную, усердную и ревностную службу
- Орден Святой Анны 3-й степени (1870) — за отличную службу в должности начальника Московско-Курской железной дороги
- Всемилостивейшая благодарность (декабрь 1876) — за успешную перевозку войск, военных орудий и лошадей по Орлово-Грязской железной дороге накануне русско-турецкой войны
- Орден Святого Станислава 2-й степени (1878) — за ревностную службу
- Орден Святой Анны 2-й степени — за успешное инспектирование железных дорог России и рвение по службе
- Орден Святого Владимира 2-й степени
- Орден Святого Станислава 1-й степени
- персидский орден Льва и Солнца 2-й степени (1890)
- Орден Бухарской Золотой звезды 1-й степени (1893)

## Память
В 1904 году станция Любомировка, открытая в 1884 году, была переименована в Верховцево.
В 2015 году на фасаде здания регионального филиала «Приднепровской железной дороги» по адресу ул. Привокзальная, 1 в Днепропетровске установлена мемориальная доска в честь А. А. Верховцева.